# Євтушенко Олег Іванович (тренер)
Оле́г Іва́нович Євтуше́нко (* 1965) — тренер з греко-римської боротьби заслужений тренер України.

## Життєпис
Народився 1965 року в місті Краматорськ.
Від 1986 року працює тренером-викладачем ДЮСШ спортивного клубу «Блюмінг» Новокраматорського машинобудівельного заводу. 1991 року закінчив Слов'янський педагогічний інститут.
2002 року вдостоєний почесного звання Заслуженого тренера України.
Кращий тренер Краматорська-2010 з греко-римької боротьби. Станом на 2010-ті роки працює в ДЮСШ № 1 Краматорської міської ради, старший тренер збірної команди Донецької області, тренер вищої категорії.
Серед учнів — Вакуленко Олексій Борисович, борець греко-римського стилю, бронзовий призер чемпіонату Європи, учасник Олімпійських ігор; кмс Владислав Євтушенко; переможець континентального турніру-2018 у ваговій категорії до 68 кг школяр Іван Цибанєв.